# ネタ・スヌーク
アニタ・"ネタ"・スヌーク・サザーン（Anita "Neta" Snook Southern、1896年2月14日 - 1991年3月23日）は、多くの初快挙を成し遂げた先駆的な操縦士。
アイオワ州初の女性操縦士、ヴァージニアのグレン・カーチス飛行学校に入学を許可された最初の女性生徒、女性パイロット (aviatrix) として航空ビジネスを行ない、商業飛行機を運航した最初の女性である。わけても、スヌークの名前は謎の失踪をとげたアメリア・イアハートの名前と昔から強く結びついてきた。イアハートの最初の飛行教官としてスヌークは自伝『I Taught Amelia to Fly』に彼女の名声の本質を的確に捉えている。友人たちからはスヌーキーと呼ばれた。

## 若年期
1896年2月14日、イリノイ州マウントカロル生まれ。幼いころから機械に興味を示し、父親の自動車によってさらに関心を深めたという。4歳のとき、父親の膝に乗ってスタンレー・スチーマーを運転、イリノイの町の丘を走り回っている。成長すると父親から車の内部構造を教わった。フランシス・シマー（現在のシマー・カレッジ）を1912年に卒業。1915年、一家がアイオワ州エイムズに移住、やがてアイオワ州立大学に通い、機械製図、内燃機関、農業用機械修理の特別コースを履修した。その頃、最初の飛行する機械が登場し、彼女は興奮して〔エアロプレーン〕（飛行機のことを当時の人々はそう呼んだ）に関する書物を読みあさり、飛行機操縦への願望はますます強まっていく。

## 飛行
大学2年生のとき、ヴァージニア州ニューポートニューズにあったグレン・カーチス飛行学校 に志願したが、入学を拒否される。送り返された志願書には「女性は許可できない」とのスタンプが押されていた。翌1917年、アイオワ州のダベンポート飛行学校の広告を見ると地元に帰り、初の女性操縦訓練生のひとりとして入学する。同校の入学者は地元アイオワ州のほか、ミズーリ、テキサス、ウィスコンシン、イリノイ、カリフォルニアなど国内各州に加えてオーストラリアからも受け入れていた。まだ開校したばかりで練習機もなく、学生たちはまず木材と麻布で複葉機を自作する。在校生たちは Curly (巻き毛の子) というあだ名を付けてからかったという。
1917年7月21日に初飛行を体験、その後、同校の校長が墜落死して学校が閉鎖されると、飛行時間わずか100分間では操縦士資格を得ることができないことから転校先を探し、1917年、一旦は入学を認めなかったグレン・カーチス飛行学校に入学、エドワード・スティントン ほかの訓練を受け 免許を取得した。スパイに操縦訓練を与えることを恐れた政府は1917年12月、海外から学生を受け入れるカーチスに学校の閉鎖を命じる。そこでカーチスはフロリダ州マイアミへ移転して飛行学校を再開、同行して多くの時間を空で過ごすスヌークだったが、1918年、教官免許を取る寸前に政府が国内の民間飛行を禁止、大戦が終結するまで空を飛べなくなってしまう。実家のあるエイムズに帰った彼女にイギリス陸軍航空隊より、ニューヨーク州エルマイラで納品管理の職につくよう要請が届く。ごく限られた期間ではあったものの、機械いじりの腕を見込まれてヨーロッパ戦線へ向かう航空機の部品とエンジンの検査と試験を行った。
破損したカナック(カーチス JN4 ジェニーのカナダ版)を購入、地元エイムズに船で輸送すると裏庭で2年を掛けて修理した。1920年、そのカナックで牧場の近くを単独飛行し、操縦士免許を取得している。その直後、アメリカ航空クラブと国際航空連盟 (FAI)に入会。カナックに乗り、ミッドウェスト地域全体でアクロバット飛行 (バーンストーミング) を行った。実は密かに観光客や「乗客」を運んで生計を立てたが、彼女の免許ではそれは許可されていなかったのである。アイオワの厳しい冬が到来したため、一年中飛行できるカリフォルニアに行くことを決心し、カナックを解体して船積みにすると、蒸し暑いロサンゼルスに行き着いた。その年、ウィンフィールド・バートラム・バート・キナーは飛行場を新設して、航空広告(横断幕や空中看板を牽引する)と飛行訓練を提供しており、彼女は教官に採用するようにかけあっている。キナーの本業は航空機エンジンの設計と製造であり、航空機の整備に詳しいスヌークの経歴を買って雇い入れた。契約の内容は飛行場の管理から始まり、キナーの製造する機体のテスト飛行、航空広告の操縦を担当するなら、彼女の名義で航空訓練を行えるという。アメリカ初の航空ビジネスを始めた女性はこうして生まれたのである。試用期間の後、商業飛行機を運航する最初の女性となった。

## アメリア・イアハートとの出会い

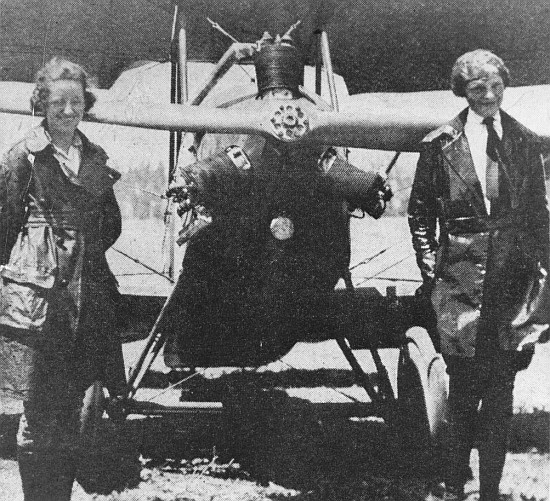
キナー Airster の前に立つスヌーク(左)とイアハート(右)。1921年ころ

1921年1月3日、父親に従って飛行場に来ていたアメリア・イアハートはスヌークに尋ねた。「私、飛びたいんです。飛び方を教えてくれませんか？」。イアハートとその両親は、操縦を教えてもらうなら同性の操縦士しか考えられない、という意見で一致していた。料金は空中での1分ごとに1ドルとし、自由公債で支払う契約でスヌークはイアハートに飛び方を教え始める。だが教官と生徒という関係を越え、ふたりは友人になる。空中での最初の5時間は報酬を受け取ったスヌークだが、イアハートがキナー・エアスター を購入してからは、つづく15時間を全くの無報酬で教えた。
最初、イアハートは教え子として最高の飛行機乗りではなかった。離陸の際、ユーカリの林を飛び越えようとして失速したときスヌークは思ったという。「ひょっとしたら、彼女の能力を見誤ったかもしれない」。しかし友情のおかげで、ふたりはこの最初の墜落をすぐに忘れると、1年にわたって共に飛んだ。スヌークはイアハート一家と親しくなり、その家で多くの時間を過ごしている。

## 後半生
1921年2月、スヌークは ビバリーヒルズ・サーキット (Los Angeles Speedway) で「男性の」航空レースに初の女性として出場する。最終順位は5位になり、メディアは次のように彼女の言葉を伝えた。「私は、冷静に、大胆に、観客にスリルを味わわせるようになって、世界中のどの男性飛行士にも引けを取らない存在として認められるようがんばります」。
1922年、25歳でビル・サウザン (Bill Southern) と結婚、妊娠して飛ぶことを止めると飛行学校のビジネスを売却した。引退後のスヌークの消息は不明だったが、1937年にイアハートが消息を絶った有名な飛行の後、スヌークはパイロットとしての経歴を講演したり思い出を発表したりした。その後、1974年に自伝『I Taught Amelia To Fly』 を著している。
1977年、チャールズ・リンドバーグの愛機スピリット・オブ・セントルイスのレプリカの操縦士として招待された際、スヌークは十数年ぶりに操縦桿を握っている。1981年、アメリカ合衆国の最古参の女性操縦士として表彰される。1991年3月23日、カリフォルニアの広大な牧場にある自宅で亡くなった。享年95歳。

## 賞・栄典
- 1981年、アメリカ合衆国の最古参の女性操縦士として表彰を受ける
- 1992年、アイオワ州航空の殿堂入り

## 遺訓
1917年の発言より。「あの頃、空を目指した女性たちは、ほんの僅かだった。しかし、勇気と、人類の飛行という経験に貢献したことによって、女性たちは名声を得たのである」